# Marcel Jacob
Marcel Jacob, pseudonimo di Marcus Jacobsson (Stoccolma, 30 gennaio 1964 – Stoccolma, 21 luglio 2009), è stato un bassista svedese.

## Biografia
Nel 1978 fondò i Rising Force insieme al chitarrista svedese Yngwie J. Malmsteen.
Nel 1981 si unì agli Europe (che a quel tempo si chiamavano Force) in sostituzione di John Levén, il quale a sua volta prese il posto di Jacob nei Rising Force. In quel periodo scrisse Black Journey for My Soul insieme a Joey Tempest. Anni dopo la canzone fu inclusa nel secondo album degli Europe, Wings of Tomorrow, col nome di Scream of Anger. Dopo 3 mesi nei Force, propose nuovamente lo scambio con Leven, visti anche i dissapori di quest'ultimo con Malmsteen.
Nel 1987 Jacob suonò su Total Control, il primo album solista di John Norum. Jacob collaborò alla scrittura di diversi pezzi dell'album.
Nel 1989 formò i Talisman insieme a Jeff Scott Soto.
Nel 2005 è subentrato a John Levén nei Last Autumn's Dream, a causa della reunion degli Europe nella formazione di The Final Countdown di cui facevano parte sia Levén che Ian Haughland e Mic Michaeli, compagni d'avventura di Levén nell'omonimo esordio dei Last Autumn's Dream.
A causa di vari problemi, si è suicidato nella sua casa di Stoccolma il 21 luglio 2009 a 45 anni.

## Discografia

### Talisman
- Talisman (1990)
- Genesis (1993)
- Humanimal (1994)
- Humanimal Part II (1994)
- Five out of Five (Live in Japan) (1994)
- Life (1995)
- BESTerious (compilation) (1996)
- Best of... (compilation) (1996)
- Truth (1998)
- Live at the SRF 2001 (2001)
- Cats and Dogs (2003)
- Five Men Live (2005)
- 7 (2006)

### Last Autumn's Dream
- II (2005)
- Winter in Paradise (2006)
- Saturn Skyline (2007)
- Hunting Shadows (2007)
- Live in Germany 2007 (2008)
- Impressions: The Very Best of LAD (2008)
- Dreamcatcher (Last Autumn's Dream) (2009)

### Human Clay
- Human Clay (1996)
- u4ia (1997)
- Closing The Book (remaster) (2005)

### Yngwie J. Malmsteen
- Marching Out (1985)
- The Yngwie Malmsteen Collection (1991)
- Inspiration (1996)

### John Norum
- Total Control (1987)
- Live in Stockholm - Maxi-single (1990)

### Humanimal
- Humanimal (2002)
- Find My Way Home E.P. (2002)

### Collaborazioni
- Eyes - Eyes (1990)
- Bai Bang - Cop to Con (1991)
- Lion Share - Nothing's Free (1991)
- Thomas Vikstrom - If I Could Fly (1993)
- Billionaires Boys Club - Something Wicked Comes (1993)
- The Johansson Brothers - The Johansson Brothers (1994)
- Misery Loves Co. - Misery Loves Co. (1995)
- Meldrum - Loaded Mental Cannon (2001)
- Richard Andersson Space Odyssey - Embrace The Galaxy (2003)
- Tommy Denander - Radioactive: Oh yeah! (2003)
- Jim Jidhed - Full Circle (2003)
- Edge of Forever - Feeding the Fire (2004)
- Deacon Street Project - Deacon Street Project (2004)
- Bai Bang - The Best Of (2005)
- Sha Boom - The Race Is On (2005)
- Various Artists - United: Where Is The Fire DVD (2005)
- Locomotive Breath - Change of Track (2006)
- Speedy Gonzales - Electric Stalker (2006)
- The Poodles - Metal Will Stand Tall (2006)

### Produttore
- Edge of Forever - Feeding the Fire (2004)